# Springet
Springet er en dansk film fra 2005, instrueret af Henning Carlsen, der også har skrevet manuskript med Arne Forchammer.

## Medvirkende
- Michael Birkkjær
- Susanne Storm
- Asger Reher
- Peter Steen
- Marina Bouras
- Jesper Vigant
- Lars Lunøe